# 沃羅巴區
8°29′N 6°36′W / 8.483°N 6.600°W
沃羅巴區（法語：District du Woroba），是科特迪瓦的14個行政區之一，位於該國西部，成立於2011年，首府設於塞蓋拉，面積31,088平方公里，2014年人口845,139，人口密度每平方公里27人。下轄三地區八省：